# 伊利健康谷站
伊利健康谷站（蒙古语：ᠢᠯᠢ ᠡᠷᠡᠭᠦᠯ ᠮᠡᠨᠳᠦ ᠶᠢᠨ ᠵᠢᠯᠠᠭ᠎ᠠ）是呼和浩特地铁1号线的地铁车站，位于中华人民共和国内蒙古自治区呼和浩特市土默特左旗台阁牧镇达尔架大东营村与三间房村区域内，为1号线西端终点站，亦是呼和浩特地铁系统中目前最西端的车站，于2019年12月29日开通运营。
车站建设时期工程名为三间房站。

## 车站结构
伊利健康谷站位于呼和浩特1号线车辆段三间房车辆基地北侧，为地面车站。因该站为后期增设车站，受三间房车辆基地限制，该站仅设一个侧式站台与一条行车轨道，车辆在车站东侧折返，列车在抵站上下客后便会改为相反方向驶离车站，设计类似于港铁黄埔站。车站站厅设置于轨道北侧地面，但由于车站整体位于车辆段内，为使与工作区隔离，乘客需经过地下一层的通道进出车站。
受限于该站折返条件，高峰时间为保证行车间隔，部分1号线班次会以西二环路站为终点站折返，不停靠本站。
| 地面              | 出入口 | A-B出入口                                                                   |
| 地面              | 站厅   | 客服中心、自动售票机、验票机                                                |
| 地面              | 站台层 | \| 側式 · 開右邊车门 \| \| \| \| \| \| █ 1号线往坝堰（机场）（西二环路） \| |
| 地下一层          | 通道   | 进出站通道                                                                  |
| 側式 · 開右邊车门 |        |                                                                             |
|                   |        | █ 1号线往坝堰（机场）（西二环路）                                           |

## 车站出口
伊利健康谷站共设2个出口，各出口及周围设施如下所示：
| 出口编号            | 照片 | 地点             | 可到达目的地   |
| ------------------- | ---- | ---------------- | -------------- |
| A · 出口 · （设有） |      | 三间房车辆基地北 | 达尔架大东营村 |
| B · 出口            |      | 三间房车辆基地南 | 三间房村       |
| 图例： 设有         |      |                  |                |

该站虽命名为伊利健康谷，但距站名所指伊利现代智慧健康谷距离约10公里，且因该站联外道路狭窄，该站前往伊利现代智慧健康谷并不方便。

## 接驳交通

### 公交车
车站投用初期，呼和浩特公交新开35路接驳线路，为本站唯一接驳公交。2023年6月，35路停运。目前已另外开通23路，由该站开往大瓦窑采摘基地。

## 车站历史
1号线初期建设规划中设19站，并未设置本站，后为方便附近居民出行，轨道交通公司提出在三间房车辆段内增设临时车站。
- 2018年12月18日，新增车站初步设计通过专家评审[9]。
- 2019年12月29日，随1号线通车一同开通[2]。